# Städtische Verkehrsbetriebe Zwickau

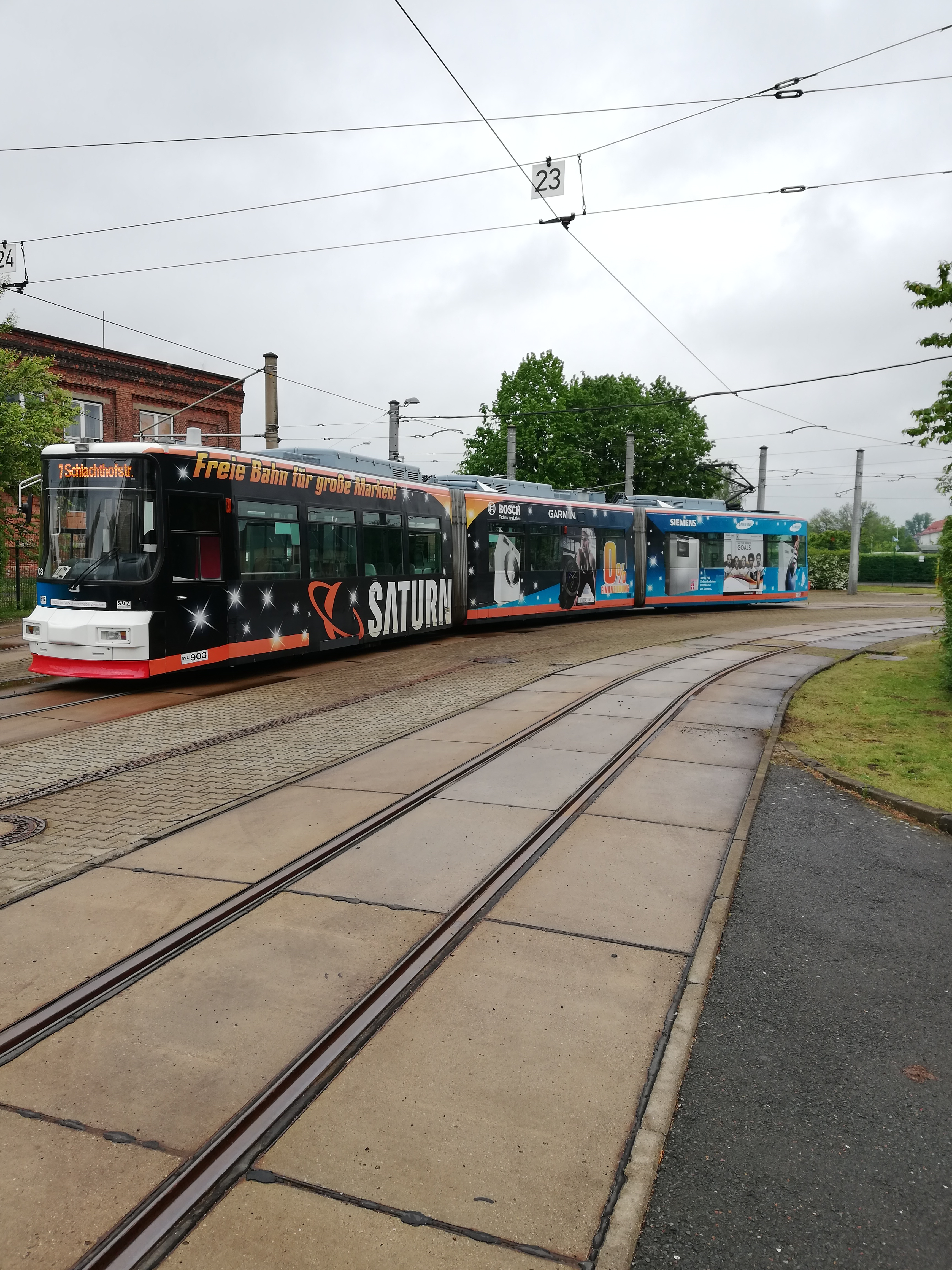
GT6M-NF 903 im Betriebshof Schlachthofstraße

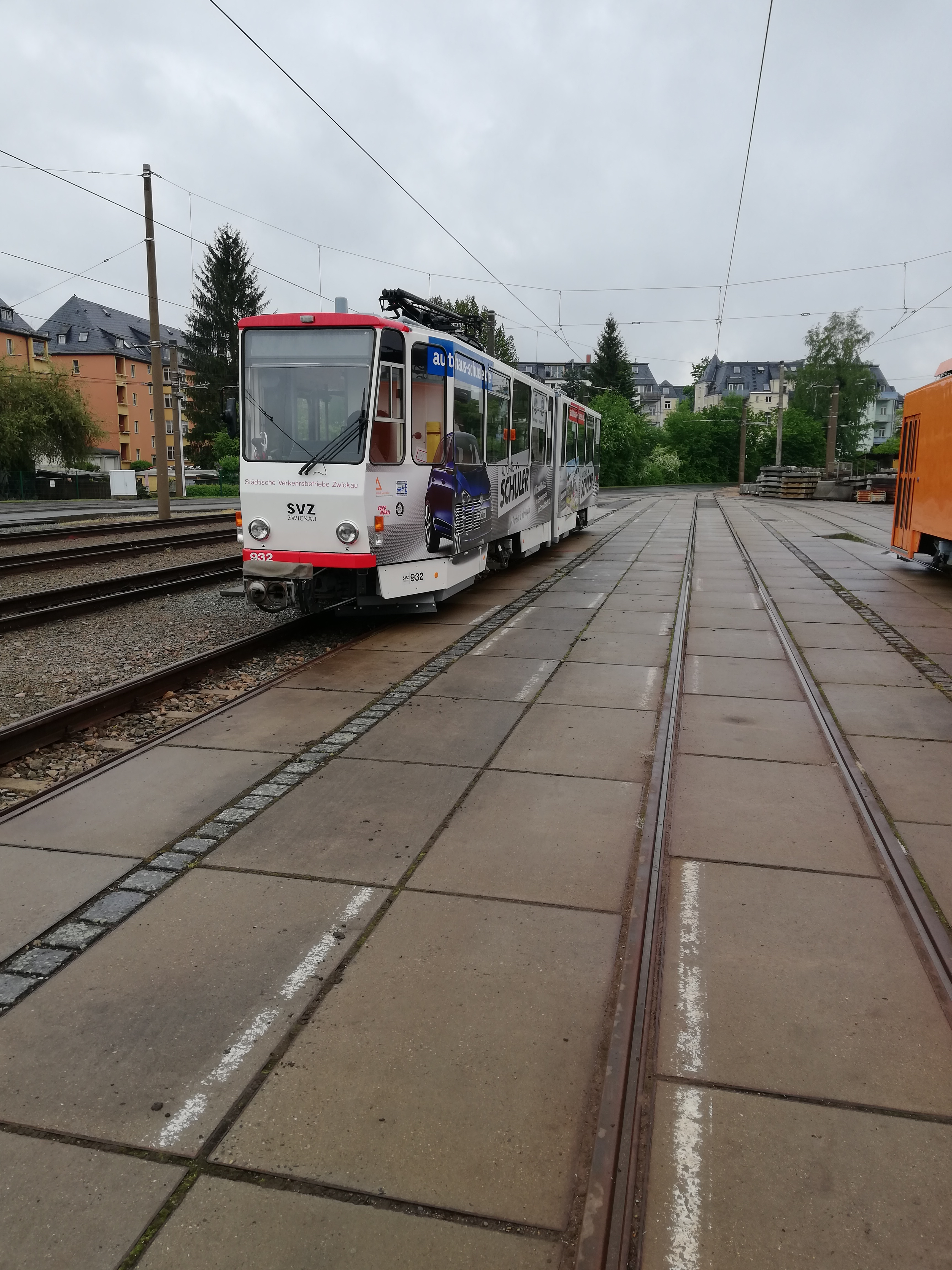
KT4D 932 im Betriebshof Schlachthofstraße

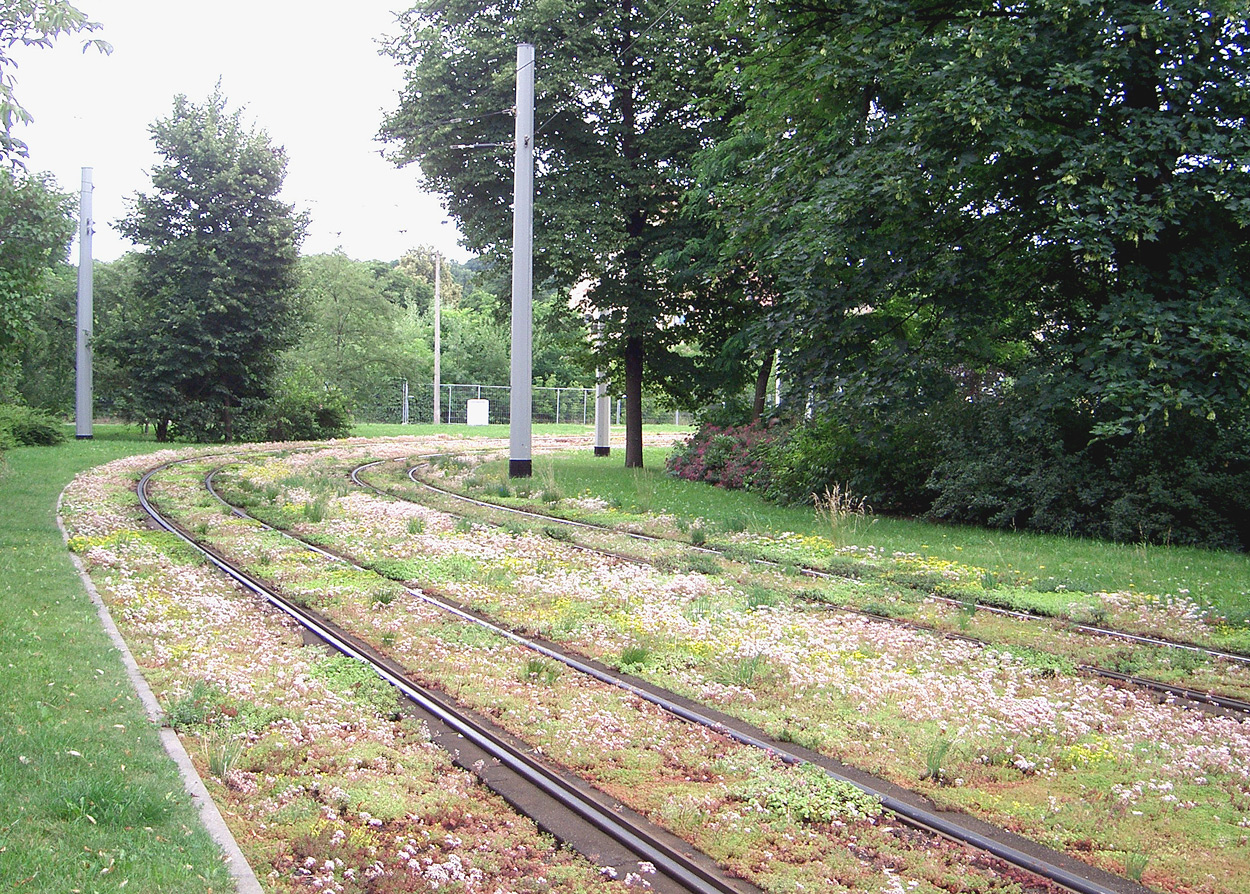
Rasengleis in Zwickau, Schumannplatz

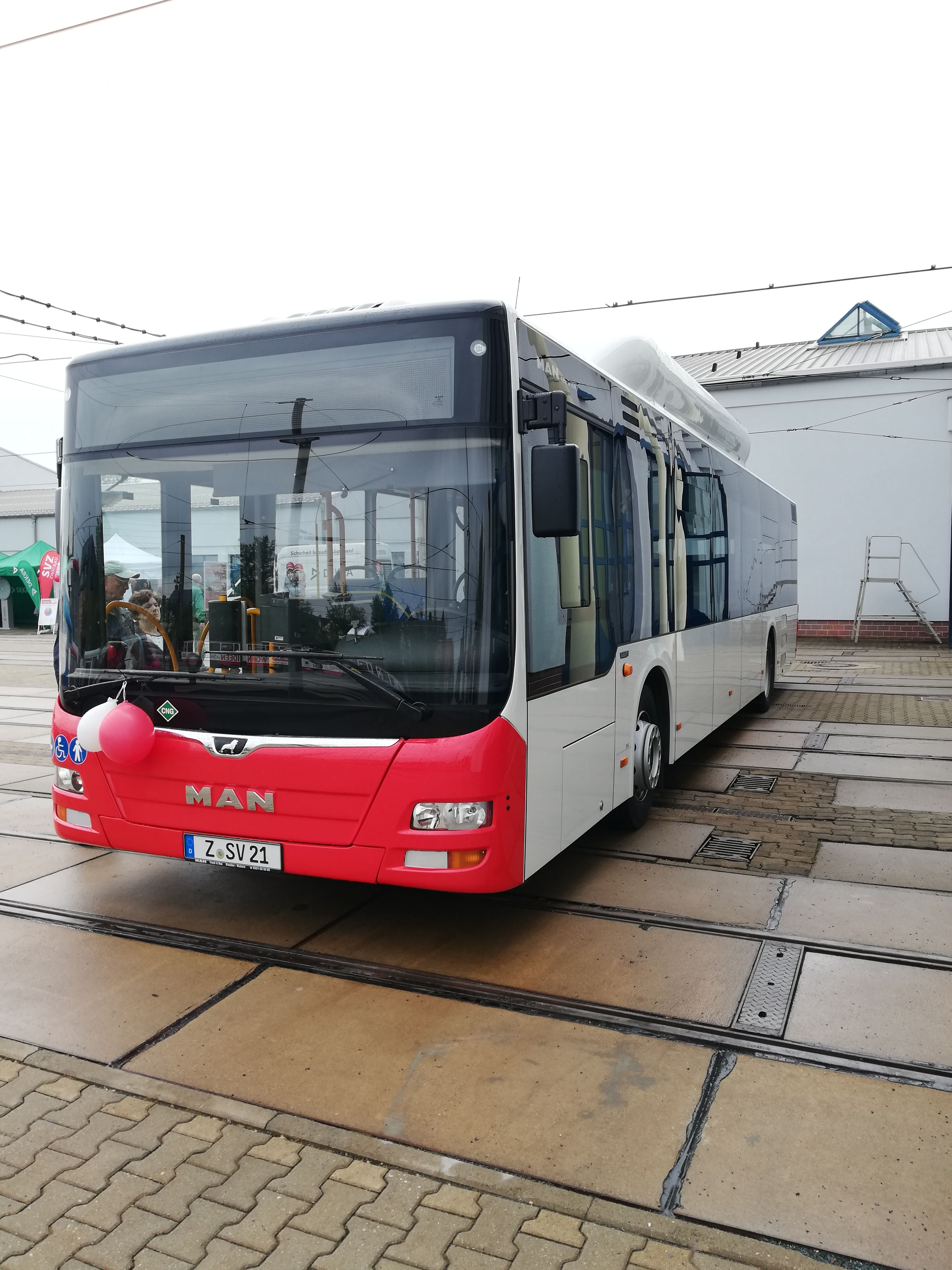
MAN „Lion’s City“ A21 CNG der SVZ Zwickau im Betriebshof Schlachthofstraße

Altes Logo der SVZ bis 2021

Die Städtische Verkehrsbetriebe Zwickau GmbH (SVZ) betreibt Bus- und Straßenbahnlinien in Zwickau und im Umland. Derzeit werden 15 Bus-, drei Nachtbus- und zwei Straßenbahnlinien betrieben. Das Unternehmen ist Mitglied im Verkehrsverbund Mittelsachsen (VMS). Es gibt einen Fahrgastbeirat.

## Geschichte
Die Städtische Verkehrsbetriebe Zwickau GmbH wurde 1991 gegründet. Sie entstand aus der am 1. April 1990 aus dem ehemaligen Verkehrskombinat Karl-Marx-Stadt herausgelösten Städtischer Nahverkehr Zwickau GmbH. Bereits 1991 erhielt die SVZ die ersten Neubau-Busse, darunter auch die ersten beiden Niederflurbusse. Seit 19. September 1992 verkehrte eine neue Straßenbahnstrecke nach Eckersbach. Am 1. Juli 1995 wurde ein neuer Bus-Betriebshof an der Bürgerschachtstraße in Betrieb genommen. In der Folge wurde der Betriebshof an der Schlachthofstraße in einen ausschließlichen Straßenbahnbetriebshof umgebaut. Seit 1. Oktober 1999 bestanden mit der Straßenbahnlinie zum Glück-Auf-Center (Zwickauer Modell) neue Umsteigemöglichkeiten  zwischen Regionalbahn, Straßenbahn und Bussen. Im Dezember 2005 wurde eine rund vier Kilometer lange Straßenbahn-Neubaustrecke nach Neuplanitz in Betrieb genommen. Vom 1. Januar 2008 bis 31. Dezember 2022 erfolgte die Betriebsführung der SVZ durch die Regionalverkehr Westsachsen GmbH (RVW), die zur Transdev SE & Co. KG gehört. Seit dem 1. Januar 2023 erfolgt die Betriebsführung wieder durch die SVZ selbst. Mit dem RVW besteht seitdem ein Kooperationsvertrag.

## Eigentumsverhältnisse
Die SVZ befindet sich mit einem Stammkapital von 3,6 Millionen Euro zu 100 % im Eigentum der Stadtwerke Zwickau Holding GmbH, welche wiederum zu 100 % der Stadt Zwickau gehört.

## Liniennetz

### Straßenbahnlinien
Das aktuelle Liniennetz der Straßenbahn umfasst zwei Linien:
| Linie | Verlauf                                                                         | Bemerkungen                                                                 |
| ----- | ------------------------------------------------------------------------------- | --------------------------------------------------------------------------- |
| 3     | Eckersbach – Neumarkt (Leipziger Straße) – Hauptmarkt – Stadthalle – Neuplanitz | 10/1999 bis 12/2005 bis Stadthalle, seitdem bis Neuplanitz                  |
| 4     | Pölbitz – Neumarkt (Bosestraße) – Georgenplatz – Paulusstraße – Klinikum        | zeitweise Zwickaus einzige Straßenbahnlinie, seit 12/2005 wieder in Betrieb |

Umgesetzt wurde dieses Liniennetz zum Fahrplanwechsel am 15. Dezember 2019.

#### Ehemalige Straßenbahnlinien
- 1: Pölbitz – Hauptbahnhof (bis 1992)[5] bzw. Eckersbach – Hauptbahnhof (1992 bis 1997 sowie 12/2005 bis 12/2009)
- 5: Städtisches Klinikum – Marienthal/Paulusstraße – Georgenplatz – Zentralhaltestelle – Hauptbahnhof (12/2009 – 12/2019)[10]
- 6: Eckersbach – Neumarkt (Bosestraße) – Georgenplatz – Marienthal/Paulusstraße – Städtisches Klinikum (1994 – 12/2005)
- 7: Pölbitz – Neumarkt (Bosestraße) – Georgenplatz – Zentralhaltestelle – Hauptbahnhof (1997 bis 12/2005 sowie 12/2009 bis 12/2019)[10]
- 8: Pölbitz – Neumarkt (Leipziger Straße) – Hauptmarkt – Stadthalle (10/1999 bis 12/2005)

Aufgrund des schlechten Zustandes der Wendeschleife am Hauptbahnhof wurde die Straßenbahnverbindung dorthin am 13. Dezember 2019 eingestellt. Seitdem deckt die Stadtbuslinie 10 die Verbindung zum Hauptbahnhof im 10-Minuten-Takt ab. Nach der Sanierung des Bahnhofsvorplatzes soll die Straßenbahnverbindung wieder in Betrieb genommen werden.
Zu Heimspielen des FSV Zwickau verkehren Verstärkerfahrten auf dem Linienweg der ehemaligen Linie 6.

### Bus- und Nachtbuslinien
| Linie  | Verlauf | Bemerkungen                                                                                                 |
| ------ | --- | --- |
| 10     | (Wilkau-Haßlau –) Cainsdorf – Planitz, Markt – Hauptbahnhof – Neumarkt – (Pölbitzer Bahnhof) – (Frühlingsstraße) – Weißenborn, Waldpark/Siedlung/Kirche | |
| 11     | Hauptbahnhof – Pölbitzer Bahnhof – Schlachthofstraße – Eckersbach Mitte – Auerbach – Trillerberg – Neumarkt                                             | Wechselt am Neumarkt zur Linie 12                                                                           |
| 12     | Neumarkt – Hauptbahnhof – Marienthaler Höhe – Paulusstraße – Neuplanitz Pestalozzistraße – Planitz, Markt                                               | Wechselt am Neumarkt zur Linie 11                                                                           |
| 13     | Neumarkt – Stadthalle – Wilkau-Haßlau | fährt nur am Wochenende                                                                                     |
| 21     | Königswalde – Paulusstraße – Brand (– Steinpleis, Mühlensteig)                                                                                          | |
| 22     | Niederhohndorf – (Frühlingsstraße – Pölbitzer Bahnhof – (Schlachthofstraße)) – Pölbitz, Wende                                                           | Wechselt an der Pölbitzer Wende zur Linie 27 oder 32                                                        |
| 23     | Stadthalle – Oberhohndorf | Wechselt an der Stadthalle zur Linie 25                                                                     |
| 24     | Neumarkt – Pöhlau – Dresdner Straße/Kaufmarkt – Eckersbach Mitte                                                                                        | |
| 25     | Stadthalle – Schlossbergsiedlung – Planitz, Markt – Rottmannsdorf/Hüttelsgrün                                                                           | Wechselt an der Stadthalle zur Linie 23                                                                     |
| 26     | Zwickau, Neuplanitzer Straße – Lichtentanne, Kirche | Schulbuslinie                                                                                               |
| 27     | Pölbitz, Wende – Crossen, Gewerbegebiet | Wechselt an der Pölbitzer Wende zur Linie 32 oder 22                                                        |
| 29/181 | (Neumarkt –) Zentralhaltestelle – Hauptbahnhof – Lichtentanne – Stenn (– Schönfels – Neumark – Reichenbach)                                             | L29: Neumarkt – Stenn, L181: Zentralhaltestelle – Reichenbach wird vom Regionalverkehr Westsachsen gefahren |
| 31     | Königswalde – Hartmannsdorf / Hartmannsdorf – Weißenborn, Waldpark                                                                                      | Anruflinientaxi                                                                                             |
| 32     | Pölbitz, Wende – Oberrothenbach – Mosel – Schlunzig | Wechselt an der Pölbitzer Wende zur Linie 22 oder 27                                                        |
| 41     | Neumarkt – Mosel, VW-Werk Tor Süd | VW Werksverkehr                                                                                             |
| A      | Hauptmarkt → Neumarkt → Hauptbahnhof → Marienthal → Olzmannstraße → Neuplanitz → Oberplanitz → Cainsdorf → Wilkau-Haßlau → Schedewitz → Hauptmarkt      | Nachtbus Ringlinie                                                                                          |
| B      | Hauptbahnhof – Neumarkt – Schlachthofstraße – Eckersbacher Höhe – Eckersbach                                                                            | Nachtbus |
| C      | Hauptmarkt – Neumarkt – Weißenborn | Nachtbus, Anruflinientaxi                                                                                   |

#### Ehemalige Buslinien
- 11: Eckersbacher Höhe E4 – Hauptbahnhof (bis 09/1992)[5]
- 11: Planitz, Markt – Cainsdorf, Niederdorf – Wilkau-Haßlau, Stadtzentrum (bis 06/2021, AliTa, nur wochentags, wegen zu wenig Nutzung ersatzlos eingestellt.)
- 12: Eckersbacher Höhe E1 – Poetenweg (bis 09/1992)[5]
- 12: Schlunzig – Mosel – Pölbitz – Neumarkt – Hauptmarkt (bis 12/2023, verkehrte zweimal am mittwoch, ersetzt durch Buslinie 32)[11]
- 14: Neumarkt – Trillerberg – Eckersbach, Wende – Auerbach (bis 12/2014 sowie zwischen 12/2022 und 12/2023, ersetzt durch Buslinie 11)
- 15: (Neumarkt)/Zentralhaltestelle – Neuplanitz (bis 12/2005, ersetzt durch Straßenbahnlinie 3)
- 15: Schneppendorf – Eckersbach, Kosmos-Center (1. Juli bis 30. September 2021, verkehrte nur dienstags und donnerstags als Test)[12]
- 16/143: (Neumarkt)/Zentralhaltestelle – Hauptbahnhof – Himmelfürststraße – Planitz, Markt – Hüttelsgrün/Rottmannsdorf (bis 8/2015, ersetzt durch Buslinien 10 & 20)
- 17/159: (Neumarkt)/Zentralhaltestelle – Ludwig-Richter-Straße – Weißenborn, Waldpark (abgestimmter Fahrplan mit Linie 159 des Regionalverkehr Westsachsen; bis 8/2015, ersetzt durch Buslinie 10)
- 18: Neumarkt – Hauptbahnhof – Marienthaler Höhe – Königswalde (– Hartmannsdorf) (bis 12/2023, ersetzt durch Buslinien 12, 21 und 31)
- 19: Oberplanitz – Hauptmarkt – Zentralhaltestelle – Stenn (1990 bis 1991)[5]
- 19: (Neumarkt)/Zentralhaltestelle – Hauptbahnhof – Himmelfürststraße – Planitz, Markt – Cainsdorf (bis 8/2015, ersetzt durch Buslinie 10)
- 20: Neumarkt/Zentralhaltestelle – Pöhlau (bis 12/2014, ersetzt durch Buslinie 24)
- 20: Planitz, Markt – Hüttelsgrün/Rottmannsdorf (bis 12/2023, ersetzt durch Buslinie 25)
- 27: Planitz, Markt – Neuplanitz, Wende – Paulusstraße (– Städtisches Klinikum – Brand) (bis 12/2023, ersetzt durch Buslinie 12)
- 28: Dresdner Straße/Kaufmarkt – Eckersbach, Wende – Pölbitz – Hauptbahnhof (– Weißenborn, Waldpark) (bis 12/2023, ersetzt durch Buslinien 11 und 24)
- 30: Zentralhaltestelle – Gewerbering Maxhütte (Verstärkung der Linie 29, Testbetrieb 2006, eingestellt)

### Zentrale Haltestellen
Die Haltestelle „Neumarkt“ ist der zentrale Umsteigepunkt Zwickaus. Alle Straßenbahnlinien und die Buslinien 10, 11, 12, 13, 24, 29 und 41 bedienen den Neumarkt. Die Linie 11 wechselt am Neumarkt zur Linie 12 und umgekehrt. Die Zentralhaltestelle wird nur noch von wenigen Stadtlinien angefahren, der Regionalverkehr nutzt die Zentralhaltestelle jedoch weiterhin als Umsteigepunkt. Seit dem Fahrplanwechsel 12/2021 fahren außer der Linie 10 noch weitere Stadtbuslinien den Hauptbahnhof an, womit dieser für die SVZ ebenfalls als Umsteigepunkt dient.
Seit dem Fahrplanwechsel 12/2023 sind einige Ortsteile von Zwickau nur noch durch Umstiege erreichbar. Dies betrifft folgende Orte:
- Brand und Königswalde (Bus 21 und Tram 4, Umstieg an der Haltestelle Paulusstraße)
- Hartmannsdorf (Bus 31 und Bus 10, Umstieg an der Haltestelle Weißenborn Waldpark)
- Niederhohndorf (Bus 22 und entweder Bus 10, Umstieg an der Haltestelle Frühlingsstraße oder Tram 4 an der Endstelle Pölbitz)
- Oberhohndorf (Bus 23 und Tram 3, Umstieg an der Haltestelle Stadthalle)
- Rottmannsdorf und Hüttelsgrün (Bus 25 und entweder Bus 10 an der Haltestelle Planitz, Markt oder Tram 3 an der Stadthalle)
- Oberrothenbach, Mosel und Schlunzig (Bus 32 und Tram 4, Umstieg an der Endstelle Pölbitz)
- Crossen (Bus 27 und Tram 4, Umstieg an der Endstelle Pölbitz)

## Fahrzeuge
Die Städtischen Verkehrsbetriebe Zwickau setzen Einrichtungsfahrzeuge ein. Derzeit kommen Kurzgelenkwagen der tschechischen Bauart Tatra KT4D sowie Niederflur-Gelenkwagen vom Typ „MAN/AEG GT6M-NF“ zum Einsatz. Beide Wagentypen werden freizügig eingesetzt. 2018 erhielt der überwiegende Teil der SVZ-Fahrzeuge eine Videoüberwachung. Im Busnetz werden Niederflurbusse der Typen MAN Lion’s City und Mercedes-Benz Citaro eingesetzt. Alle Busfahrzeuge werden mit Biomethan betrieben, so dass die Abgase schadstoffarm sind. Früher wurden die Busse mit Erdgas betrieben, die Umstellung auf Biomethan erfolgte im Januar 2019.
2021 bestellte die SVZ Zwickau sechs Niederflurgelenktriebwagen vom Typ NGTZ bei HeiterBlick, sie sollen im Jahr 2025 geliefert und frühestens 2026 im Linienverkehr eingesetzt werden. Die Neufahrzeuge werden die Tatra KT4D ersetzen. Bei dieser Bestellung handelt es sich um eine gemeinsame Bestellung von Straßenbahnen zwischen der Stadt Zwickau, der Stadt Leipzig und der Stadt Görlitz.
| Hersteller | Typ  | Baujahr   | Anzahl | Bemerkung                                                                                            |
| ---------- | ---- | --------- | ------ | --- |
| ČKD Tatra  | KT4D | 1987–1990 | 15     | Die Fahrzeuge wurden 1994/1995 modernisiert. Sie werden voraussichtlich 2026 durch den NGTZ ersetzt. |
| MAN        | GT6M | 1993      | 12     | Die Fahrzeuge wurden zwischen 2018 und 2022 modernisiert.                                            |
| ČKD Tatra  | KT4D | 1988      | 1      | Er wurde gebraucht aus Plauen übernommen und wird als Arbeitstriebwagen genutzt.                     |

Außerdem werden zwei weitere historische Triebzüge für Sonderfahrten eingesetzt.
Gesamtanzahl der Fahrzeuge: 28
| Hersteller    | Typ              | Baujahr   | Anzahl | Bemerkung                                                       |
| ------------- | ---------------- | --------- | ------ | --------------------------------------------------------------- |
| MAN           | Lion’s City A21  | 2012–2019 | 7      | Solobus Die Fahrzeuge werden mit Biomethan betrieben.           |
| MAN           | Lion’s City A23  | 2012–2019 | 7      | Gelenkomnibus Die Fahrzeuge werden mit Biomethan betrieben.     |
| MAN           | Lion’s City 12 G | 2022      | 7      | Solobus Die Fahrzeuge werden mit Biomethan betrieben.           |
| MAN           | Lion’s City 18 G | 2022      | 3      | Gelenkomnibus Die Fahrzeuge werden mit Biomethan betrieben.     |
| Mercedes-Benz | O 530 Citaro     | 2013      | 2      | Solobus Die Fahrzeuge werden mit Biomethan betrieben.           |
| Mercedes-Benz | O 530 G Citaro   | 2006      | 1      | Gelenkbus Wird mit Biomethan betrieben. Wird 2023 ausgemustert. |
| Iveco         | Crossway         | 2014      | 1      | Fahrschulbus; wird nicht für den Linienverkehr genutzt          |

Gesamtanzahl der Fahrzeuge: 28